# Ramón Pellico
Ramón Pellico y Paniagua (Benia, 19 de noviembre de 1809-Madrid, 25 de abril de 1876) fue un ingeniero de minas español.
Nacido en la localidad asturiana de Benia, estudió arquitectura y más tarde ingeniería de minas en Madrid.
Fue inspector general del Cuerpo de Ingenieros de Minas, director de la Escuela Especial y profesor en ella de varias asignaturas, así como autor de diversas publicaciones científicas.
En 1863 fue nombrado vocal de la Comisión permanente de pesos y medidas.
Fue miembro de la Real Academia de las Ciencias Exactas, Físicas y Naturales, elegido en 1861 en sustitución de Mariano Lorente, medalla 7, tomaría posesión del cargo un año después, el 18 de mayo de 1862. Tras su fallecimiento fue sustituido por Manuel Fernández de Castro.